# Bundesautobahn 270

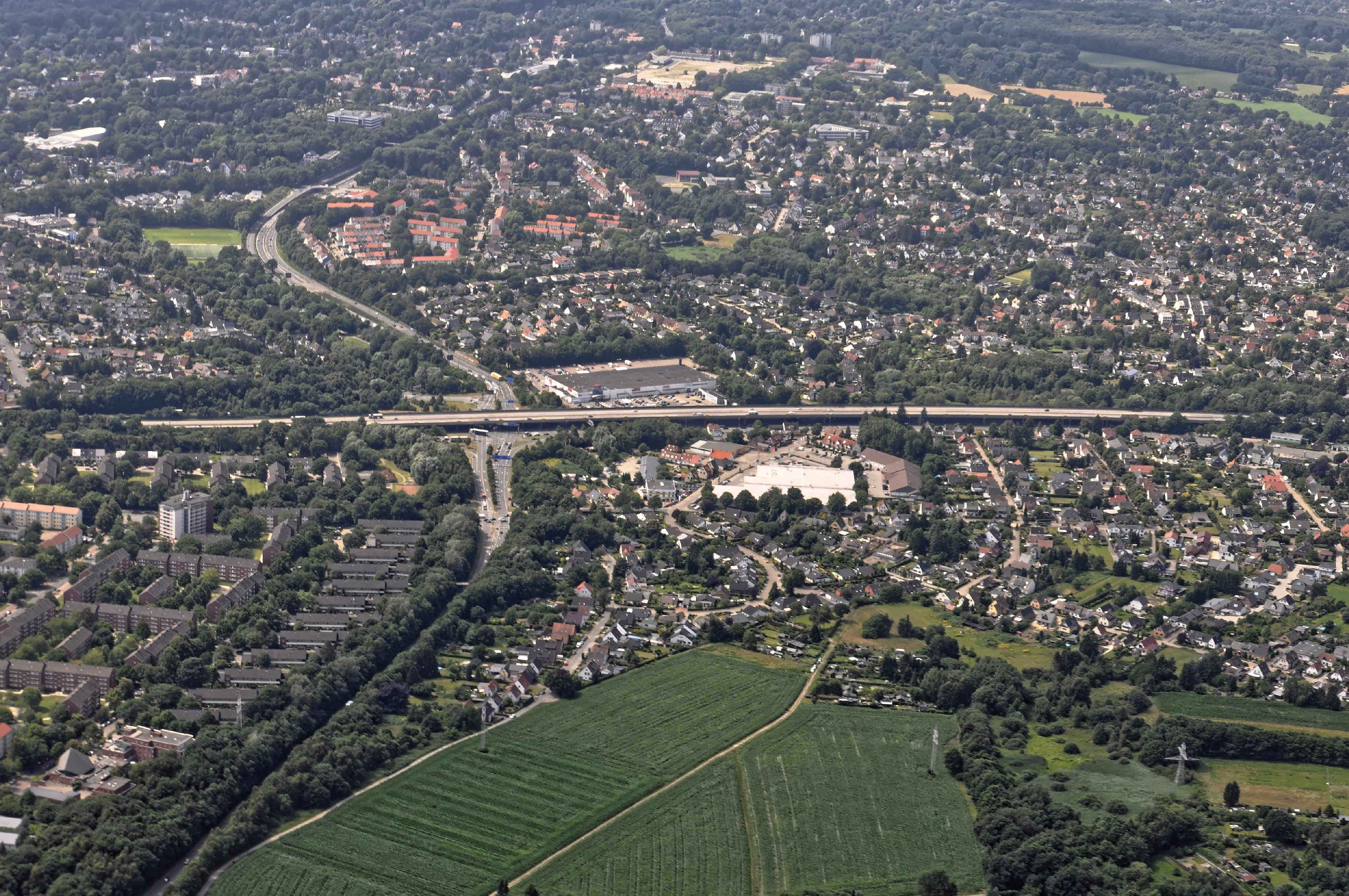
Der „Ihlpohler Kreisel“

Die Bundesautobahn 270 (Abkürzung: BAB 270) – Kurzform: Autobahn 270 (Abkürzung: A 270) – ist eine Autobahn, die fast vollständig im nördlichen Stadtgebiet von Bremen liegt. Sie beginnt im Ortsteil Blumenthal und verläuft auf etwa elf Kilometern Länge in südöstlicher Richtung zum großen Verkehrsknoten Bremen-Nord (umgangssprachlich auch als „Ihlpohler Kreisel“ bezeichnet) an der Grenze zwischen dem Bremer Ortsteil Burgdamm und dem niedersächsischen Ihlpohl. Dort geht sie in die Bundesstraße 74 in Richtung Osterholz-Scharmbeck über und ist mit der als Hochstraße über den Knoten führenden Bundesautobahn 27 verknüpft. Es handelt sich hierbei allerdings nicht um ein Autobahndreieck, sondern um eine Ampelkreuzung. Die vorhandenen Rampen für eine kreuzungsfreie Abfahrt von der A 27 (Fahrtrichtung Nord) zur A 270 wurden nicht mit einer Brückenspange geschlossen, weil die Verkehrsentwicklung auf dieser Relation es nicht mehr erforderte. Von Bremerhaven kommend ist die A27 nicht an den Knoten Ihlpohl angeschlossen. Aus dieser Richtung muss die A27 bereits an der AS Ihlpohl verlassen, und die parallel führende Landstraße befahren werden, um zur A270 zu gelangen.
Die Bundesautobahn 270 entstand im Jahre 2001 durch die Umwidmung eines Teilabschnitts der Bundesstraße 74, des so genannten „Lesumer Schnellwegs“. Dieser Abschnitt hatte auch die Bezeichnung B 74n. Nach dieser Umwidmung wurden wegen der Trassenführung durch dichte Bebauung und in Würdigung des geringeren Verkehrsaufkommens keine erweiternden Baumaßnahmen durchgeführt, so dass auf weiten Teilen kein Standstreifen zur Verfügung steht und ein Tempolimit von 80 km/h festgelegt ist. Von 2007 bis Ende 2009 wurde die Bundesautobahn 270 als B 74 um mehrere Kilometer nach Nordwesten verlängert und so bis in den Ortsteil Farge fortgesetzt, wo die Trasse nach einem niveaugleichen beschrankten Bahnübergang an der Fährzufahrt endet. 